# Melodifestivalen 1990
La edición del Melodifestivalen de 1990 tuvo lugar el 9 de marzo en el Rondo de Gotemburgo. La presentadora fue Carin Hjulström y el director de orquesta Curt-Eric Holmquist. 
Este año, el Melodifestivalen registró el récord absoluto de audiencia con 5.964.000 espectadores (70% de la población total). Esto se debe al momento de gran esplendor que vivía el Melodifestivalen aquellos años y a que las televisiones privadas acaban de entrar en antena y no eran rivales para la SVT.
| Nr. | Artista              | Canción                 | Texto/Música                                                                      | Puntos | Posición |
| --- | -------------------- | ----------------------- | --------------------------------------------------------------------------------- | ------ | -------- |
| 1   | Elisabeth Andreasson | Jag ser en stjärna fall | Peter Stedt                                                                       | 53     | 7        |
| 2   | Peter Jöback         | En sensation            | Christer Lundh y Mikael Wendt                                                     | 43     | 9        |
| 3   | Lizette Pålsson      | Sången över havet       | Hans Skoog y Martin Klaman                                                        | 56     | 6        |
| 4   | N'Gang               | Vi vill ha värme        | Mikael Erlandsson, Robert Ardin, Peter Andersson, Niklas Börjesson y Lars Sandrén | 73     | 5        |
| 5   | Lotta Engberg        | En gång till            | Christer Lundh y Mikael Wendt                                                     | 49     | 8        |
| 6   | Lisbet Jagedal       | Varje natt              | Ingela 'Pling' Forsman y Lasse Holm                                               | 76     | 3        |
| 7   | Loa Falkman          | Symfonin                | Elisabeth Lord y Tommy Gunnarsson                                                 | 30     | 10       |
| 8   | Carola               | Mitt i ett äventyr      | Stephan Berg                                                                      | 84     | 2        |
| 9   | Edin-Ådahl           | Som en vind             | Mikael Wendt                                                                      | 99     | 1        |
| 10  | Sofia Källgren       | Handen på hjärtat       | Ingela 'Pling' Forsman y Lasse Holm                                               | 75     | 4        |

## Sistema de votación
| Artista     | Malmö | Luleå | Umeå | Sunds. | Falun | Karls. | Örebro | Estoc. | Norrk. | Växjö | Gotem. | Total | Posición |
| ----------- | ----- | ----- | ---- | ------ | ----- | ------ | ------ | ------ | ------ | ----- | ------ | ----- | -------- |
| Andreasson  | 6     | 1     | 3    | 8      | 1     | 7      | 2      | 8      | 2      | 3     | 12     | 53    | 7        |
| Jöback      | 5     | 4     | 1    | 1      | 4     | 1      | 6      | 4      | 7      | 6     | 4      | 43    | 9        |
| Pålsson     | 3     | 5     | 6    | 6      | 5     | 8      | 7      | 5      | 1      | 8     | 2      | 56    | 6        |
| N'Gang      | 12    | 12    | 12   | 3      | 2     | 5      | 4      | 1      | 10     | 2     | 10     | 73    | 5        |
| Engberg     | 2     | 3     | 7    | 12     | 3     | 4      | 3      | 3      | 5      | 4     | 3      | 49    | 8        |
| Jagedal     | 4     | 10    | 8    | 10     | 6     | 6      | 8      | 6      | 8      | 5     | 5      | 76    | 3        |
| Falkman     | 1     | 2     | 2    | 4      | 10    | 2      | 1      | 2      | 4      | 1     | 1      | 30    | 10       |
| Carola      | 8     | 8     | 4    | 2      | 12    | 10     | 12     | 7      | 6      | 7     | 8      | 84    | 2        |
| Edin-Ådahl  | 10    | 6     | 5    | 5      | 8     | 12     | 10     | 12     | 12     | 12    | 7      | 99    | 1        |
| Källgren    | 7     | 7     | 10   | 7      | 7     | 3      | 5      | 10     | 3      | 10    | 6      | 75    | 4        |
| Loa Falkman | 7     | 7     | 10   | 7      | 7     | 3      | 5      | 10     | 3      | 10    | 6      | 75    | 4        |